# El abuelo (película de 2017)
El abuelo es una película de comedia dramática y road movie peruana-colombiana de 2017 escrita y dirigida por Gustavo Saavedra Calle en su debut como director. Está protagonizada por el colombiano Carlos Julio Vega junto a los actores peruanos Sebastián Rubio, Javier Valdés y Rómulo Assereto.

## Sinopsis
El abuelo está a punto de cumplir 80 años. Su hijo y sus nietos emprenden un viaje hacia su tierra natal, Huamachuco, un lugar que no ve desde los 9 años. En el camino descubren un pasado inesperado y el viaje se convertirá en un camino sin retorno.

## Reparto
Los actores que participaron en esta película son:
- Carlos Julio Vega como Crisóstomo
- Sebastián Rubio como José María
- Javier Valdés como Alfonso
- Rómulo Assereto como Santiago
- Patricia Portocarrero como María Elena
- Irene Iyzaguirre como Francisca
- Gabriela Velásquez como Lucrecia
- Graciela Paola como Paola María
- Franklin Dávalos como Carlos

## Financiación
La película ganó el Concurso de Producción de Proyectos de Largometraje de Ficción 2012, Premio a la Producción de Largometraje del Ministerio de Cultura del Perú y obtuvo el Fondo Ibermedia en 2013 para rodar la película.

## Lanzamiento
La película se estrenó en agosto de 2017 en la 21.ª edición del Festival de Cine de Lima. La película fue estrenada comercialmente el 19 de julio de 2018 en los cines peruanos y el 27 de julio de 2018 por Señal Colombia en Colombia.